# Marco Antonio Híbero
Marco Antonio Híbero (en latín Marcus Antonius Hiberus) fue un senador romano del siglo II, que desarrolló su carrera política bajo los imperios de Trajano, Adriano y Antonino Pío.

## Carrera
Su primer cargo conocido fue el de consul ordinarius en 133, bajo Adriano. Poco después, dentro del contexto de la guerra adrinea contra los judíos de 132-135, fue designado gobernador de la provincia Moesia Inferior, en el bajo Danubio, desempeñando sus funciones entre los años 136 y 139, ya bajo Antonino Pío, quien le sustituyó al poco de ascender al trono. Se desconoce su carrera posterior.